# Château de Birdjand
Le Château de Birdjand est un château de la ville de Birdjand, en Iran, construit par les Séfévides,,.